# Две женщины в окне
«Две женщины в окне», или «Женщины в окне» (исп. Mujeres en la ventana) — жанровая картина испанского художника Бартоломе Эстебана Мурильо, написанная приблизительно в 1655—1660 годах. Полотно находится в музее Национальная галерея искусства в Вашингтоне (США) вместе с другой картиной Мурильо «Возвращение блудного сына».

## История
Бартоломе Эстебан Мурильо был самым популярным художником Севильи в конце XVII века. Хотя живописец известен в первую очередь своими работами на религиозные темы, он создал целый ряд жанровых картин современной ему жизни, которые обладают задумчивым очарованием. Предполагается, что картина «Две женщины в окне» была написана по заказу фламандских либо голландских купцов, проживавших в Севилье и знакомых с жанровым стилем фламандских художников. Хотя это сложно прояснить в настоящее время, известно, что в 1690 году у фламандского купца Николаса Омазура имелась картина, которая, видимо, была копией этой картины Мурильо с частично изменённой композицией. Композиционный формат картины с фигурами у окна часто встречается на голландских полотнах того периода, но практически отсутствует у испанских живописцев, поэтому считается, что Мурильо был знаком с подобными образцами фламандского и голландского искусства.
Значение изображённой на картине композиции неясно. Гравюрная копия картины Хоакина Бальестера (1740—1808), сделанная, когда картина Мурильо принадлежала герцогу Альмодовару-дель-Рио, называлась «Галисийки» (Las Gallegas). В конце XVIII века женщины из испанской провинции Галисия иногда имели репутацию проституток, что предполагает, что картина воспринималась как представляющая любовное предложение. Эта интерпретация композиции сохранялась и в 1828 году, когда барон Хейтсбери выставлял картину на выставке под названием «Испанские куртизанки».

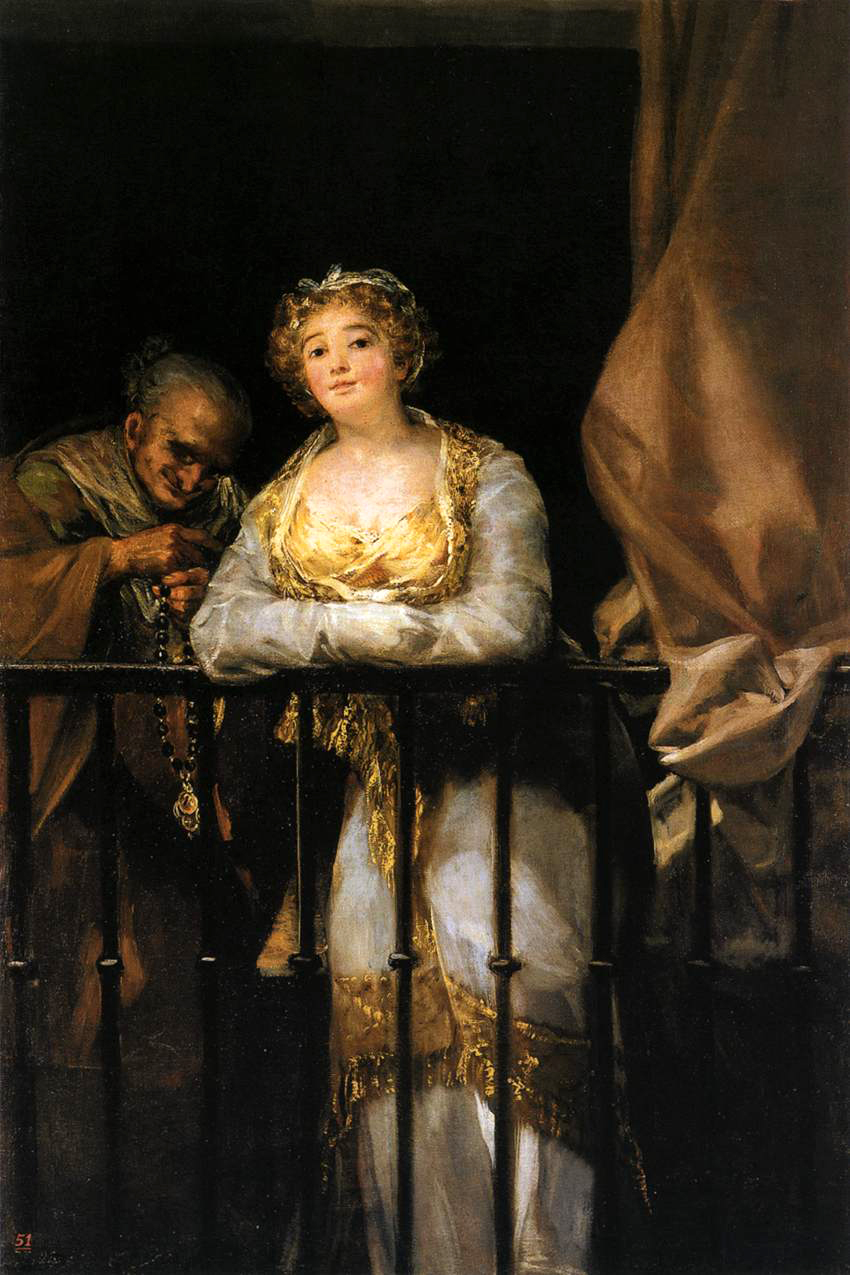
«Маха и Селестина на балконе» Франсиско Гойи, написанная по мотивам картины Мурильо

Санчес Кантон идентифицировал это произведение Мурильо как источник картины Франсиско Гойи «Маха и Селестина на балконе», в котором любовная направленность очевидна. Тем не менее, как отмечает Ангуло, обе женщины, изображённые на картине Мурильо, молоды, на ней нет изображения старой сводни (т. н. Селестины по одноимённой средневековой новелле), что отличает его картину от полотна Гойи. Таким образом, картина, возможно, либо опыт Мурильо в изображении оптической иллюзии без какого-либо скрытого смысла, либо представление безобидного флирта. Смеющиеся фигуры женщин и открытое платье у центральной женской фигуры предполагают любовный оттенок. Однако отсутствие каких-либо определённых атрибутов, которые, как правило, видны на аналогичных фламандских полотнах, оставляют вопрос о значении изображённой композиции открытым.
Работа ранее датировалась между 1665 и 1675 годами, однако Андуло предложил датировать её незадолго до 1660 года, как более соответствующую стилю художника того периода. В частности, Андуло отмечает, что чёткие очертания фигур, контролируемые мазки, отсутствие сфумато ближе к более раннему периоду творчества Мурильо. Известно несколько копий картины, одна из них известна по аукциону коллекции Сульта в 1852 году (сейчас в частной коллекции).

## Описание
На картине изображены две женщины у окна. Стоящая женщина пытается скрыть улыбку с помощью своей шали, выглядывая из-за частично открытой шторки, в то время как молодая женщина опирается на подоконник, глядя на зрителя с удовольствием. Разница в возрасте может указывать на сопровождающую и её подопечную, что было широко принято в испанских семьях высшего сословия. Прикрытие улыбки или смеха считалось хорошим тоном среди аристократов. Убедительно смоделированные фигуры в натуральную величину, обрамлённые реалистически нарисованным окном, происходящим от стиля фламандских и голландских картин, должны создать оптическую иллюзию реальности изображённых женщин.